# Sint-Michielskasteel
Het Sint-Michielskasteel is gelegen in de wijk Elzestraat van de Belgische gemeente Sint-Katelijne-Waver, en grenst aan het Sint-Michielspark. Dit alles is erkend als beschermd dorpsgezicht.

## Geschiedenis
Het kasteel heeft een neoclassicistische bouwstijl, en werd in 1784-1785 gebouwd in opdracht van de magistraat Henri De Villers. In 1997 was het in gebruik als kantoorruimte. Het kasteel, dat inmiddels verwaarloosd was, werd in de periode 2017-2019 met ruim 2,7 miljoen euro overheidssubsidie gerenoveerd en omgebouwd tot restaurant met vergaderzalen.

## Park
Het kasteelpark is vrij te bezoeken van zonsopgang tot zonsondergang. Het is toegankelijk via een dubbele dreef van rode paardenkastanje. 
Voor het kasteel ligt een Franse tuin met symmetrisch aangelegde bloemenperken. Deze werd in mei 2020 heraangelegd met nieuwe beplanting. Het achterin gelegen park werd echter aangelegd in de Engelse landschapsstijl met een gazon, vijver en opgaande bomen. In dit park staan vaak voorkomende parkbomen zoals: gewone en rode beuk, zomereik, tamme kastanje en linde. Daarnaast zijn er nog enkele exoten terug te vinden, waaronder een amberboom (Liquidambar styraciflua) en een Amerikaanse tulpenboom (Liriodendron tulipifera).